# Fabia (zoologia)
Fabia Dana, 1851 è un genere di granchi appartenenti alla famiglia Pinnotheridae e alla sottofamiglia Pinnotherinae.

## Descrizione
Sono granchi di piccole dimensioni che presentano un carapace convesso, più largo che lungo. Una caratteristica distintiva sono i due solchi presenti nella sua parte anteriore (iniziano nella regione frontale e proseguono in quella gastrica); questi sono visibili soprattutto negli esemplari femminili. Negli esemplari maschili il carapace ha un aspetto simile a porcellana. Le zampe sono dotate di setae.

## Biologia
Come gli altri granchi della famiglia Pinnotheridae, sono simbionti; gli ospiti più comuni sono molluschi bivalvi, tra cui mitili, vongole e telline.

## Tassonomia
La specie tipo è Fabia subquadrata Dana, 1851.
In questo genere sono riconosciute nove specie:
- Fabia byssomiae (Say, 1818)
- Fabia carvachoi E. Campos, 1996
- Fabia concharum (Rathbun, 1894)
- Fabia emiliai (de Melo, 1971)
- Fabia felderi Gore, 1986
- Fabia hemphilli (Rathbun, 1918)
- Fabia malaguena (Garth, 1948)
- Fabia subquadrata Dana, 1851
- Fabia tellinae Cobb, 1973

## Distribuzione e habitat
Sono diffusi e nell'oceano Pacifico e nell'oceano Atlantico occidentale.